# André da Silva
André Domingos da Silva (ur. 26 listopada 1972 w Santo André) – brazylijski lekkoatleta, sprinter, czterokrotny olimpijczyk (1992, 1996, 2000, 2004), w tym medalista olimpijski z 1996 i 2000 roku.

## Sukcesy
- srebrny medal Halowych Mistrzostw Świata w Lekkoatletyce (Sztafeta 800 - 200 - 200 - 400 metrów, da Silva biegł na drugiej zmianie, Toronto 1993)
- 4 medale igrzysk panamerykańskich (Mar del Plata 1995 – brąz na 100 metrów, Winnipeg 1999 - złoto w sztafecie 4 x 100 metrów, Santo Domingo 2003 - brąz na 200 metrów oraz złoto w sztafecie 4 x 100 metrów)
- brązowy medal Igrzysk olimpijskich (Sztafeta 4 x 100 m Atlanta 1996)
- brąz Mistrzostw Świata w Lekkoatletyce (Sztafeta 4 x 100 m Sewilla 1999)
- złoty medal podczas Uniwersjady (Bieg na 100 m Palma de Mallorca 1999)
- srebrny medal na Igrzyskach olimpijskich (Sztafeta 4 x 400 m Sydney 2000) uzyskany podczas tej imprezy rezultat (37,90) do 2019 był rekordem Ameryki Południowej[1]
- srebro Mistrzostw Świata w Lekkoatletyce (Sztafeta 4 x 100 m Paryż 2003)
- kilkanaście medali Mistrzostw Ameryki Południowej w Lekkoatletyce

## Rekordy życiowe
- Bieg na 100 metrów – 10,06 (1999)
- Bieg na 200 metrów – 20,15 (2003)